# El Mouradi (hôtellerie)
El Mouradi est une chaîne hôtelière tunisienne comprenant 17 hôtels de catégories supérieures (entre 3 et 5 étoiles).
Appartenant au groupe Meublatex, qui l'a rachetée dans le cadre d'une stratégie de diversification complémentaire par rapport à son métier d'origine, la fabrication et la commercialisation de meubles, elle totalise 16 000 lits répartis dans les principales zones touristiques de Tunisie :

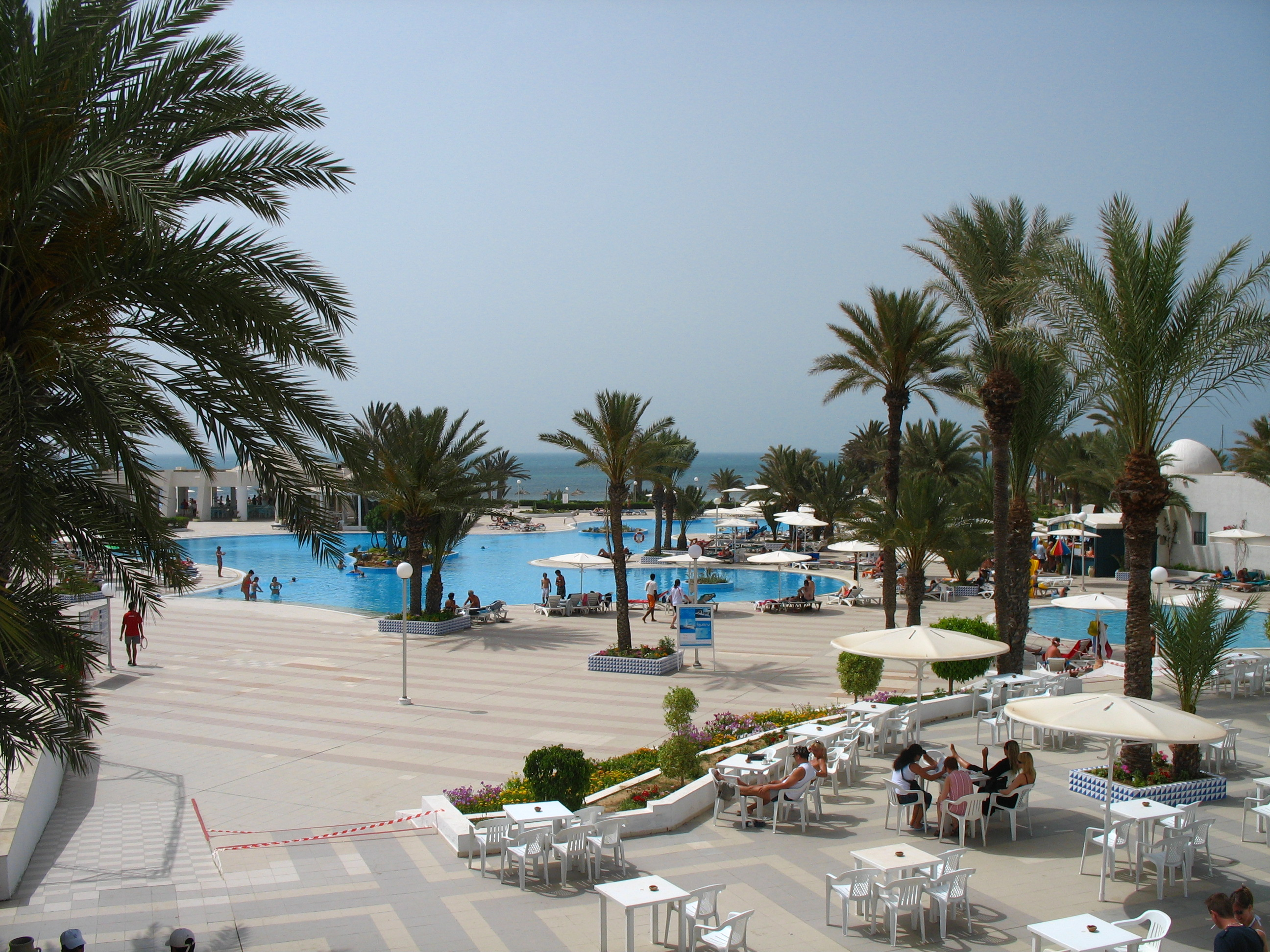
Vue sur piscine du El Mouradi Djerba Menzel

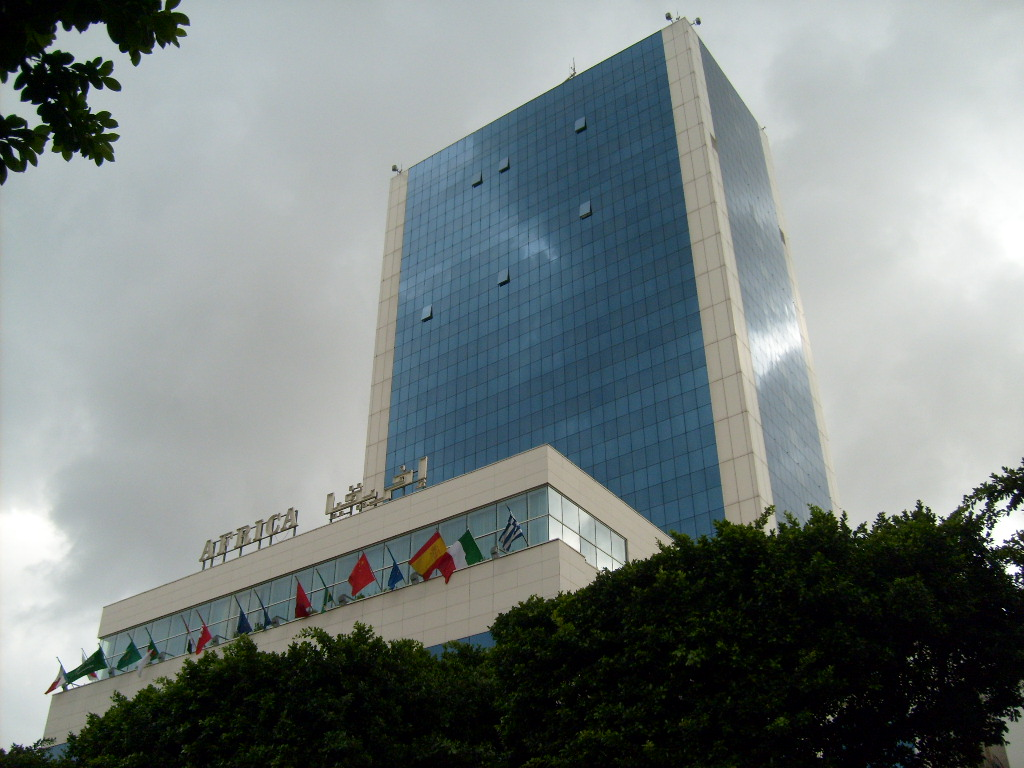
Vue de la tour du El Mouradi Africa à Tunis

- Aïn Draham : El Mouradi Hammam Bourguiba
- Djerba : El Mouradi Djerba Menzel[2]
- Douz : El Mouradi Douz[3]
- Hammamet
  - El Mouradi Beach[2]
  - El Mouradi El Menzah[2]
  - El Mouradi Hammamet[2]
- Monastir : El Mouradi Skanès[2]
- Mahdia : 
  - El Mouradi Mahdia[2]
  - El Mouradi Cap Mahdia[2]
- Port El-Kantaoui
  - El Mouradi Club Selima[2]
  - El Mouradi Port El Kantaoui[2]
  - El Mouradi Club Kantaoui[2]
  - El Mouradi Palm Marina[2]
  - El Mouradi Palace[2]
- Tunis
  - El Mouradi Africa[4]
  - El Mouradi Gammarth[4]
- Tozeur : El Mouradi Tozeur[3]